# Virtua Tennis
Virtua Tennis (Power Smash en Japón) es un videojuego de tenis lanzado al mercado en el año 1999, creado por la división de Sega, Hitmaker. En un principio el juego fue desarrollado para la placa de máquinas recreativas NAOMI, y dado su éxito fue lanzado poco después para la consola Dreamcast. Más tarde el juego tuvo adaptaciones para PC, Game Boy Advance y Nokia N-Gage. Actualmente existen cuatro secuelas del mismo, Virtua Tennis 2, Virtua Tennis 3, Virtua Tennis 2009 y Virtua Tennis 4.

## Temática
En este juego, el jugador se coloca en la piel de ocho jugadores reales, para competir en partidos de tenis contra otros jugadores. El modo "World Circuit" es el más completo en el juego, y da la posibilidad de jugar con un tenista profesional masculino para llevarlo a la cima del tenis mundial.

## Desarrollo o Sistema de Juego
Este juego se basa en el género deportivo, más concretamente en el deporte del tenis, con un enfoque arcade (es decir, no busca una simulación pura).

### Jugadores
El juego tiene 8 jugadores (7 en la versión de PC) masculinos reales de entrada con los que poder participar. Aunque se pueden desbloquear otros diez, por lo que el plantel es de 17 o 18 dependiendo de la versión. He aquí el listado:
| Jugadores Profesionales - Jim Courier - Tommy Haas - Tim Henman - Thomas Johansson - Yevgueni Káfelnikov - Carlos Moyá - Mark Philippoussis PC - Cédric Pioline | Jugadores Ficticios - Pieter Tinbergen - Rolf Euler - Davor Tesla - Gilles Altman - Shyam Singh - Bruno Costa - Raf Ventura - Masayuki Inoue - King - Master |

PC: No disponible en la versión de PC

### Características y atributos de los jugadores
Según los atributos de cada tenista, el jugador puede ser clasificado en los siguientes estilos de juego marcados en esta tabla:
| Habilidad         | Traducción            | Pros                               | Contras                                              | Jugador                           |
| ----------------- | --------------------- | ---------------------------------- | ---------------------------------------------------- | --------------------------------- |
| ALL AROUND PLAYER | Completo              | Equilibrado                        | No es superior en nada                               | Cedric Pioline, Shyam Singh       |
| BIG SERVER        | Excelente Servicio    | Potencia de saques                 | Mediocre en el resto de habilidades                  | Mark Philippoussis, Gilles Altman |
| FAST RUNNER       | Jugador rápido        | Velocidad                          | Potencia de Golpes                                   | Thomas Johansson                  |
| HARD HITTER       | Golpes imparables     | Gran potencia de golpes            | Velocidad                                            | Raf Ventura                       |
| HIGH PERFORMER    | Todo Terreno          | Precisión de Golpes                | Potencia de golpes                                   | Master                            |
| PERFECT PLAYER    | Jugador perfecto      | Superior en mucho                  | Impreciso                                            | King                              |
| POWERFUL STROKES  | Golpes fuertes        | Potencia de Golpes                 | Precisión de Golpes                                  | Carlos Moya                       |
| QUICK MOVER       | Movimientos rápidos   | Velocidad de Golpes                | Potencia de Golpes                                   | Masayuki Inoue                    |
| SERVE AND VOLLEY  | Saque y Volea         | Saque y Voleas                     | Potencia de Golpes                                   | Pieter Tinbergen                  |
| STRONG BACKHAND   | Revés poderoso        | Potencia y precisión de revés      | Potencia de derechazos                               | Yevgeny Kafelnikov                |
| STRONG FOREHAND   | Tiro Potente          | Potencia y precisión de derechazos | Potencia y precisión de revés                        | Tommy Haas, Bruno Costa           |
| VARIOUS SHOTS     | Golpes varios         | Colocación de los golpes           | Potencia de golpes                                   | Jim Courier                       |
| VOLLEY MASTER     | Experto en voleas     | Gran potencia de voleas            | El resto de habilidades no están bien desarrolladas  | Tim Henman                        |
| VOLLEY VIRTUOSO   | Bueno en voleas       | Potencia y precisión de voleas     | El resto de habilidades no están bien desarrolladas. | Rolf Euler                        |
| WIDE-ANGLE SHOTS  | Ángulo de tiro amplio | Colocación de tiros cruzados       | Potencia de saque                                    | Davor Tesla                       |

### Estadios

#### Tipos
El comportamiento de la bola en el partido es diferente dependiendo de cual es el terreno en el que se juegue (como así ocurre en la realidad). He aquí las diferencias:
- Tierra batida: La velocidad del juego en este terreno es lenta, pero la altura que llega a alcanzar la pelota al botar es considerable.
- Dura / Carpeta: La velocidad al competir en la pista es alta, y el bote de la pelota alcanza gran altura (en las pistas de carpeta, algo menos)
- Hierba: La pelota alcanza una velocidad considerable, aunque su bote es pequeño en consideración al resto de tipos de terreno

#### Lista de estadios
A continuación se expone una lista con todos los estadios disponibles en el juego:
| Nombre                        | Localización | Tipo          |
| ----------------------------- | ------------ | ------------- |
| Australia Challenge           | Melbourne    | Dura          |
| French Cup                    | París        | Tierra batida |
| U.S. Super Tennis             | Nueva York   | Dura          |
| The Old England Championships | Londres      | Pasto         |
| Sega Grand Match              | Los Ángeles  | Carpeta       |
| Sweden Grand Prix             | Estocolmo    | Dura          |
| Germany Men's Indoor          | Berlín       | Dura          |
| Russia Tennis Classic         | Moscú        | Carpeta       |
| Spain International           | Barcelona    | Tierra batida |
| SPT Masters                   | Tokio        | Pasto         |

### Los partidos y su desarrollo
En este juego, se puede jugar tanto partidos individuales (uno contra uno) como partidos de dobles (dos contra dos). El juego acepta un máximo de cuatro jugadores. Si solo juega un jugador, y escoge jugar un partido de dobles, la pareja del jugador es asumido por la CPU, aunque el usuario puede determinar la agresividad con la que juega éste, teniendo la opción de elegir entre juego de fondo, juego en media pista y juego en la red. 
Dependiendo del modo en el que esté, el juego permite o no al usuario elegir la pista de tenis donde se va a disputar el partido. Posteriormente, con el lanzamiento de una moneda, se decide quien sacará primero.
En cada partido, solo hay un set, o incluso pocos juegos, siendo esta la única diferencia con respecto a las reglas del tenis.

### Modos de juego
En Virtua Tennis, hay tres modos de juego:

#### Arcade
En este se invita al jugador a participar en un torneo de cinco rondas de partidos individuales (o cinco de dobles si se desea jugar en esa modalidad). Dependiendo de la actuación del jugador con respecto a su rival, al final del encuentro se le otorgan unos puntos (en forma de dinero). Un jugador puede interrumpir la progresión del otro para competir con este mientras juega, entrando en un duelo. Si el duelista gana, empezará desde la primera ronda de este modo, si no, el retado continuará desde el punto donde lo dejó.

#### Exhibición
Es el modo clásico de todo buen juego de deportes que se precie: El jugador puede elegir la manera de competir, su rival y el estadio para así jugar a su gusto.

#### Modo World Circuit
Es el modo más extenso de todos y podría considerarse la razón de ser del juego. En él, al principio se le obliga a elegir un tenista profesional con el objetivo de conseguir que sea el mejor del mundo. Al comienzo se le otorgan 2 estadios y una tienda. Desde este menú del mundo se puede acceder a:
- Desafíos: Aquí se pueden ver los distintos estadios donde se pueden jugar partidos, y subir el ranking en caso de ganarlos. Cada estadio se divide en 2 etapas, comenzando normalmente por el estadio donde el tenista hace de local. Cada estadio se divide en etapas, que van aumentando según la dificultad. En los torneos normales se juegan 2 etapas, mientras que los Grand Slams necesitan de 3 etapas. Solamente Los Ángeles y Tokio tienen solo un partido, pero es a 1 set y en nivel 4.
- Tiendas: Al principio solo hay una, pero conforme el prestigio del participante sea mayor, aparecerán más, con mejores artículos. En la tienda puedes comprar encordados, bebidas energizantes, equipación deportiva, pistas de tenis y compañeros para jugar partidos de dobles.
- Entrenamiento: En él, el jugador puede aumentar las habilidades de sus deportistas por medio de varios ejercicios o actividades. Cada ejercicio es necesario para desbloquear nuevas etapas, conforme se avanza el juego.Si no los desbloqueas, sigues teniendo oportunidades para hacerlo cuando quieras.

## Jugabilidad
Como bien se ha mencionado antes, Virtua Tennis está enfocado a una jugabilidad arcade, por lo que el control intenta ser lo más asequible posible. Hay diversos tipos de golpe incorporados en el juego:
- Saque: El jugador puede situar al tenista en cualquier posición dentro de unos límites para sacar. Cuando va a sacar, aparece una barra vertical que se llena rápidamente para luego decrecer. Cuanto más alto este dicho indicador cuando el usuario la pare, más rápido irá el saque. A su vez, mientras se muestra dicha barra, el usuario puede mantener pulsado cualquiera de los botones de dirección para dirigir el saque, cuanto más mantenga pulsado dicho botón, más pronunciada será la dirección.

- El golpeo: Ya en el transcurso del juego, el jugador tiene una gama de golpes para intentar ganar un punto al adversario. Para dirigir la dirección del golpe, el usuario debe pulsar el botón que accione el golpe y, antes de que se la devuelva al rival, pulsar el botón de dirección deseado para dirigir la pelota allá donde lo desee el usuario. La fuerza del golpe, el videojuego la calcula según dónde reciba el jugador la pelota, si llega preparado o no para golpearla, entre otros factores. El jugador dispone de los siguientes golpes:
  - Topspin: Un golpe normal con un efecto vertical, consiguiendo que se mueva rápido, aunque su trayectoria y rebote son altos.
  - Golpe con "efecto": Golpe que origina un efecto "hacia atrás", consiguiendo que la bola se mueva lentamente, con un rebote y trayectoria bajos.
  - Golpe globo: Golpe que tiene una trayectoria alta. Este golpeo sirve para coger desprevenido al rival si está jugando en la red, pero puede dar lugar a que el enemigo use un remate.
  - Remate: Este golpe sirve para dar con fuerza a una pelota con trayectoria alta. Suele ser un golpeo imparable para el rival
  - Dejada: Golpea la pelota muy flojo, para obligar al rival a acercarse a la red para alcanzar el balón.